# Vuelo 30 de Delta Air Lines
El vuelo 30 de Delta Air Lines fue un vuelo de pasajeros internacional programado desde Atlanta, Georgia, a Londres, Inglaterra. El 18 de abril de 2018, el Airbus A330-323 que operaba el vuelo experimentó un incendio en el motor después del despegue de Atlanta. El avión regresó inmediatamente a Atlanta y realizó un aterrizaje de emergencia. Las 288 personas a bordo sobrevivieron sin lesiones. Sin embargo, la aeronave sufrió daños sustanciales y la Junta Nacional de Seguridad en el Transporte (NTSB) clasificó el evento como un accidente. Este accidente ocurrió un día después de que el vuelo 1380 de Southwest Airlines también experimentara una falla en el motor, aunque fue más severo, porque se despresurizó la cabina y mató a un pasajero.

## Aeronave y tripulación
El avión involucrado era un Airbus A330-323 registrado como N806NW que se entregó originalmente a Northwest Airlines en 2004. En 2009, la aeronave fue transferida a Delta tras su fusión con Northwest. Estaba propulsado por dos motores turbofan Pratt & Whitney PW4168A y tenía 14 años en el momento del accidente.
La información sobre la tripulación de vuelo aún no se ha hecho pública.

## Accidente
El vuelo 30 partió de Atlanta a las 17:51 EST. A las 18:09 y a una altitud de 500 pies (152,4 m), el motor n.° 2 (derecho) de la aeronave se incendió, indicado por el sonido de la alarma de incendio y un mensaje de incendio del motor n.° 2 que se muestra en el monitor electrónico centralizado de la aeronave (ECAM) del A330. La tripulación de otra aeronave también informó haber visto una emisión de humo espeso del motor. La tripulación de vuelo declaró emergencia al control de tráfico aéreo y solicitó aterrizar en 27L utilizando una aproximación más larga para poder realizar las listas de verificación necesarias. La tripulación de vuelo también notó que habría «frenos calientes», lo que probablemente indicaría que se utilizaría el frenado máximo en el aterrizaje. Luego, la tripulación de vuelo activó ambos extintores y subió a 7000 pies (2133,6 m) . Los vehículos de rescate y extinción de incendios del aeropuerto (ARFF) fueron alertados de la situación. A las 18:34, 25 minutos después del despegue, la aeronave aterrizó en la pista 27L y fue recibida por los vehículos ARFF, que apagaron el motor. Luego, la aeronave regresó a la puerta donde desembarcaron los pasajeros.
Los pasajeros a bordo del vuelo tomaron videos de la falla del motor. Un fotógrafo de noticias a bordo dijo que la tripulación pudo «mantener a todos tranquilos» y que nadie entró en pánico.

## Investigación
El accidente está siendo investigado por la Junta Nacional de Seguridad en el Transporte (NTSB) con la asistencia de la Oficina Francesa de Investigación y Análisis para la Seguridad de la Aviación Civil (BEA). A mayo de 2021, la causa aún no se ha determinado.
El 2 de octubre de 2018, la NTSB publicó un informe solicitando grabadoras de voz de cabina (CVR) de 25 horas, señalando varias ocurrencias en las que se perdieron datos CVR pertinentes (todas las ocurrencias involucraron grabadoras de dos horas, que cumplen con los requisitos actuales) . El vuelo 30 fue uno de los sucesos enumerados.

## Secuelas
Posteriormente, los pasajeros fueron enviados a otro vuelo de Delta a Londres.
El N806NW fue reparado y se volvió a poner en servicio con Delta Air Lines. Delta continúa usando el vuelo número 30 en la misma ruta.